# Yohei Nishibe
Yohei Nishibe (西部 洋平, Nishibe Yohei) est un footballeur japonais né le 1er décembre 1980. Il est gardien de but.

## Biographie
Yohei Nishibe possède la particularité d'avoir joué 4 finales de Coupe, sans en remporter une seule.

## Palmarès
- Finaliste de la Coupe de la Ligue japonaise en 2002 avec Urawa
- Finaliste de la Coupe de la Ligue japonaise en 2008 avec le Shimizu S-Pulse
- Finaliste de la Coupe du Japon en 2005 et 2010 avec le Shimizu S-Pulse